# مصطفى غالب مخيف
مصطفى غالب مخيف الكتّاب هو خبير قانوني عراقي، محافظ البنك المركزي العراقي، منذ 14 أيلول سنة 2020، حتى يوم 23 كانون الثاني سنة 2023، حين أُعفي من منصله استجابةً لطلبه، كان مصطفى غالب مديراً للدائرة القانونية في البنك المركزي العراقي، قبل تعيينه محافظاً للبنك.

## دراسته
- بكالوريوس قانون، 1999.
- دبلوم إدارة، 2000- 2001
- ماجستير قانون، 2019.

## مناصبه
- مدير عام الدائرة القانونية في البنك المركزي العراقي.
- عضو مجلس إسترداد أموال العراق.
- رئيس فريق العمل بالبنك لتعديل قانون البنك المركزي رقم (56) لسنة 2004.
- الإشراف على تعديل قانون المصارف رقم (94) لسنة 2004.
- عضو فريق تعديل قانون مكافحة غسل الأموال وتمويل الارهاب رقم (39) لسنة 2015.
- عضو فريق تعديل قانون المصارف الاسلامية رقم (43) لسنة 2015.
- مقرر مجلس إدارة البنك المركزي العراقي
- ممثل البنك المركزي في مجلس الوزراء – مكتب وزير الدولة لشؤون مجلس النواب.
- عضو مجلس إدارة صناديق الإقراض في وزارة الزراعة.
- مشارك في العديد من اللجان الفنية المتخصصة.

## خبراته في سيرته الذاتية
- خبير مالي ومصرفي.
- خبير في إعداد الاستشارات المالية والمصرفية.
- محاضر في مركز الدراسات المصرفية.
- عضو مناقش في الحلقات الدراسية في المعهد الدولي للصيرفة والمالية التابع للبنك المركزي الفرنسي.[9]

## كتبه وبحوثه
- ضوابط إبرام عقود الشركات - دراسة مقارنة صادر عن دار السنهوري، العراق/بغداد.
- مكافحة غسل الأموال وتمويل الإرهاب - المفهوم والتطورات.
- دور البنوك المركزية في رسم سياسات النقد وأثرها على السياسة المالية.
- الإجراءات الوقائية في مكافحة غسل الأموال وتمويل الإرهاب.
- موازنة الأداء والبرامج ودورها في إدارة الإصلاح المالي والإداري.
- الخطة المالية وآثارها المباشرة والغير مباشرة على أداء النقد.

## خلاف في اختصاصه
لأنه ذو اختصاص قانوني فقد اعترض عليه محامي رئيس الوزراء محمد مجيد الساعدي لأن المحافظ برأي المحامي لا تنطبق عليه شروط منصب محافظ البنك المركزي التي تتضمن أن يكون المحافظ خبيرا مختصّاً في الشؤون الصيرفية أو المالية أو الاقتصادية، وكان هذا الاعتراض في 2 كانون الثاني سنة 2023 بعد أن ارتفع سعر الدولار مقابل الدينار العراقي ارتفاعاً مؤثراً.